# 남안성 나들목
남안성 나들목(S.Anseong IC)은 경기도 안성시 미양면 보체리에 설치된 평택제천고속도로의 6번 교차로(나들목이다. 나들목 진출입로는 미양면 계륵리와 접하고 있다. 국가지원지방도 제23호선을 통해 미양면, 대덕면, 서운면 및 충청남도 천안시 서북구 입장면 등지로 진출할 수 있으며, 안성시내에 최단거리로 접근할 수 있다. 인근에 안성제2산업단지가 있다.

## 연혁
- 2007년 8월 31일 : 평택충주고속도로 서안성 ~ 남안성 구간 개통에 따라 영업 개시[1]
- 2007년 10월 11일 : 안성시 도시계획시설 교통광장에 미양면 보체리 일원을 남안성 나들목으로 고시[2]

## 구조물 정보
- 위치: 경기도 안성시 미양면 보체리
- 영업소: 경기도 안성시 미양면 평택제천고속도로 35

## 접속하는 도로
- 국가지원지방도 제23호선 (안성대로)
- 제2공단1길
- 간접 연결 : 지방도 제302호선 (안성맞춤대로, 제2공단1길 이용)

## 교통량 정보
| 요금소          | 통행량 (대/일) | 통행량 (대/일) | 통행량 (대/일) | 통행량 (대/일) | 통행량 (대/일) | 통행량 (대/일) | 통행량 (대/일) | 통행량 (대/일) | 통행량 (대/일) | 통행량 (대/일) | 각주  |
| 요금소          | 2002년         | 2003년         | 2004년         | 2005년         | 2006년         | 2007년         | 2008년         | 2009년         | 2010년         | 2011년         | 각주  |
| --------------- | -------------- | -------------- | -------------- | -------------- | -------------- | -------------- | -------------- | -------------- | -------------- | -------------- | ----- |
| 남안성 (폐쇄식) | 미개통         | 미개통         | 미개통         | 미개통         | 미개통         | 4,282          | 6,064          | 6,834          | 7,916          | 8,465          | [ 3 ] |
| 요금소          | 2012년         | 2013년         | 2014년         | 2015년         | 2016년         | 2017년         | 2018년         | 2019년         |                |                | [ 3 ] |
| 남안성 (폐쇄식) | 8,846          | 9,866          | 11,160         | 12,521         | 13,887         | 14,412         | 14,583         | 14,711         |                |                | [ 3 ] |

## 사진

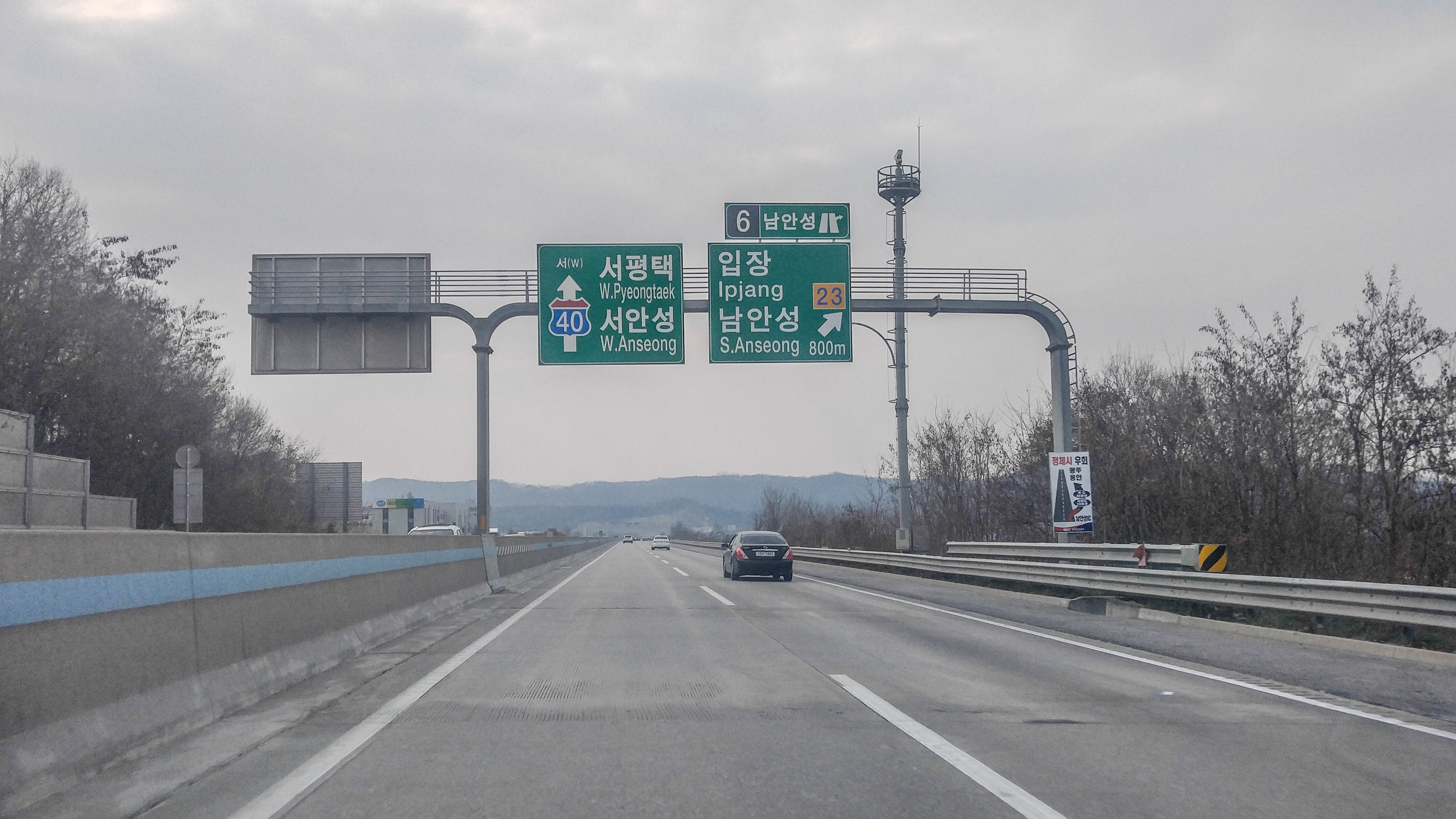
800m 표지판 (평택 방면)
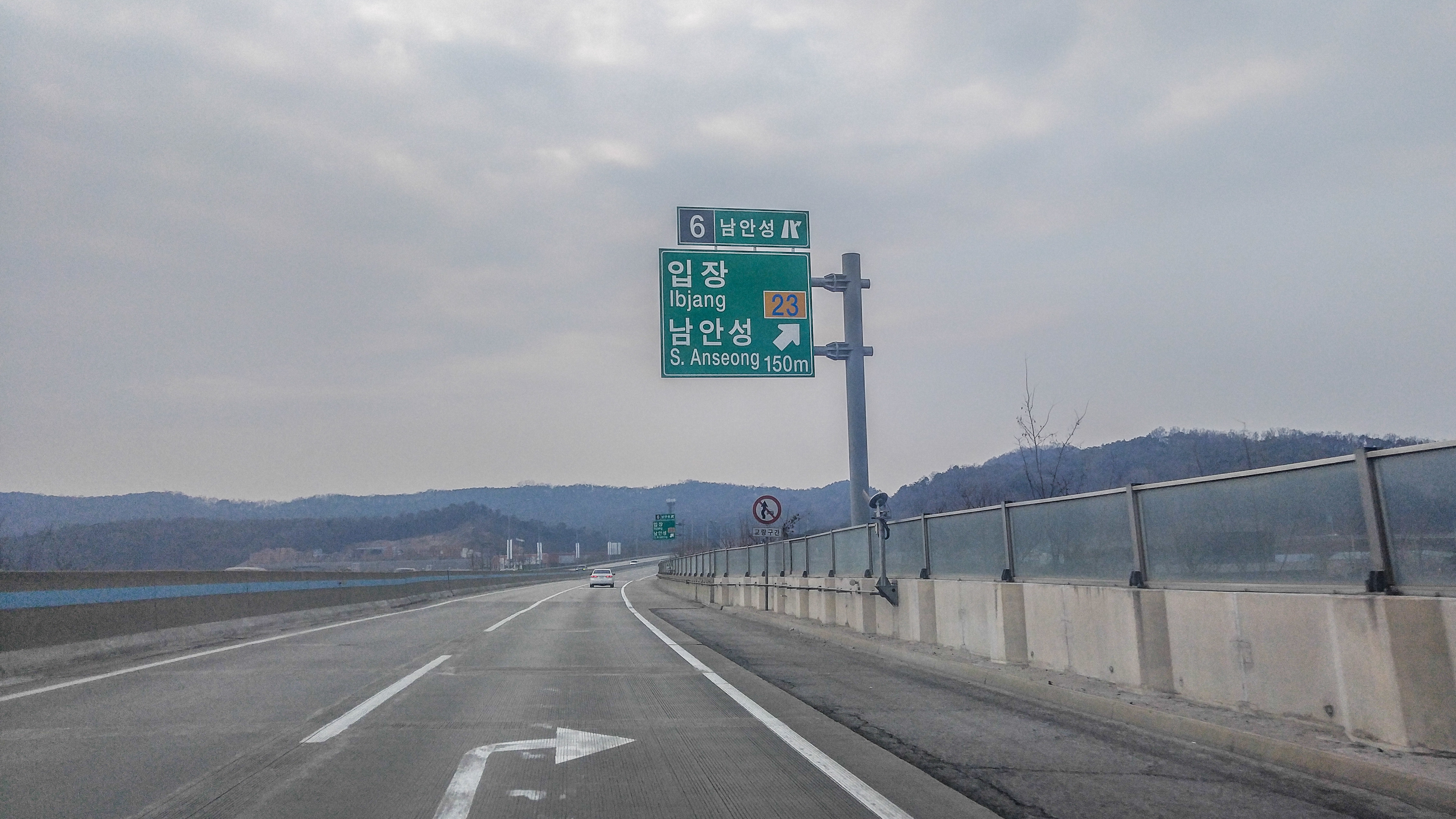
150m 표지판 (평택 방면)
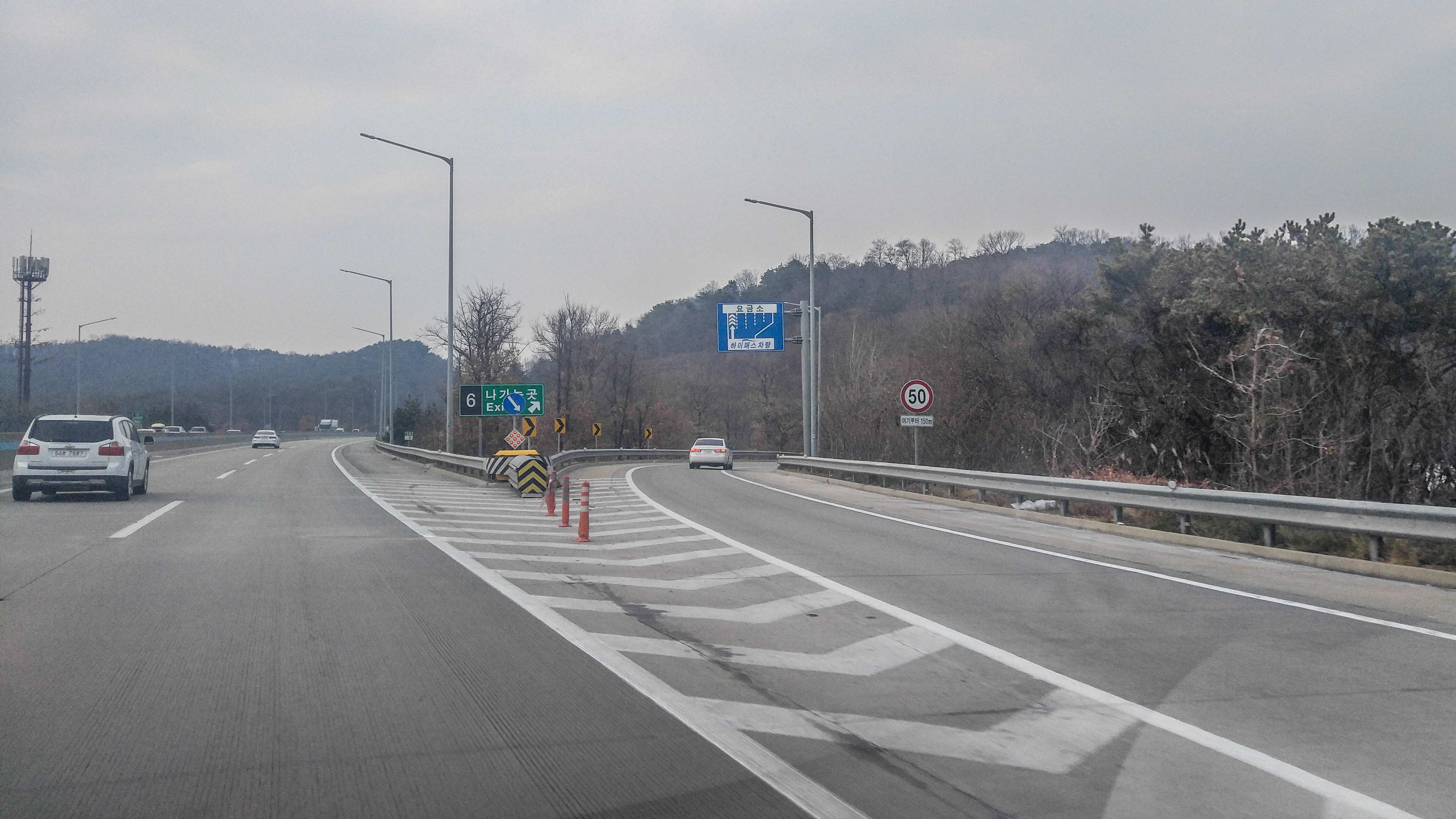
출구 (평택 방면)
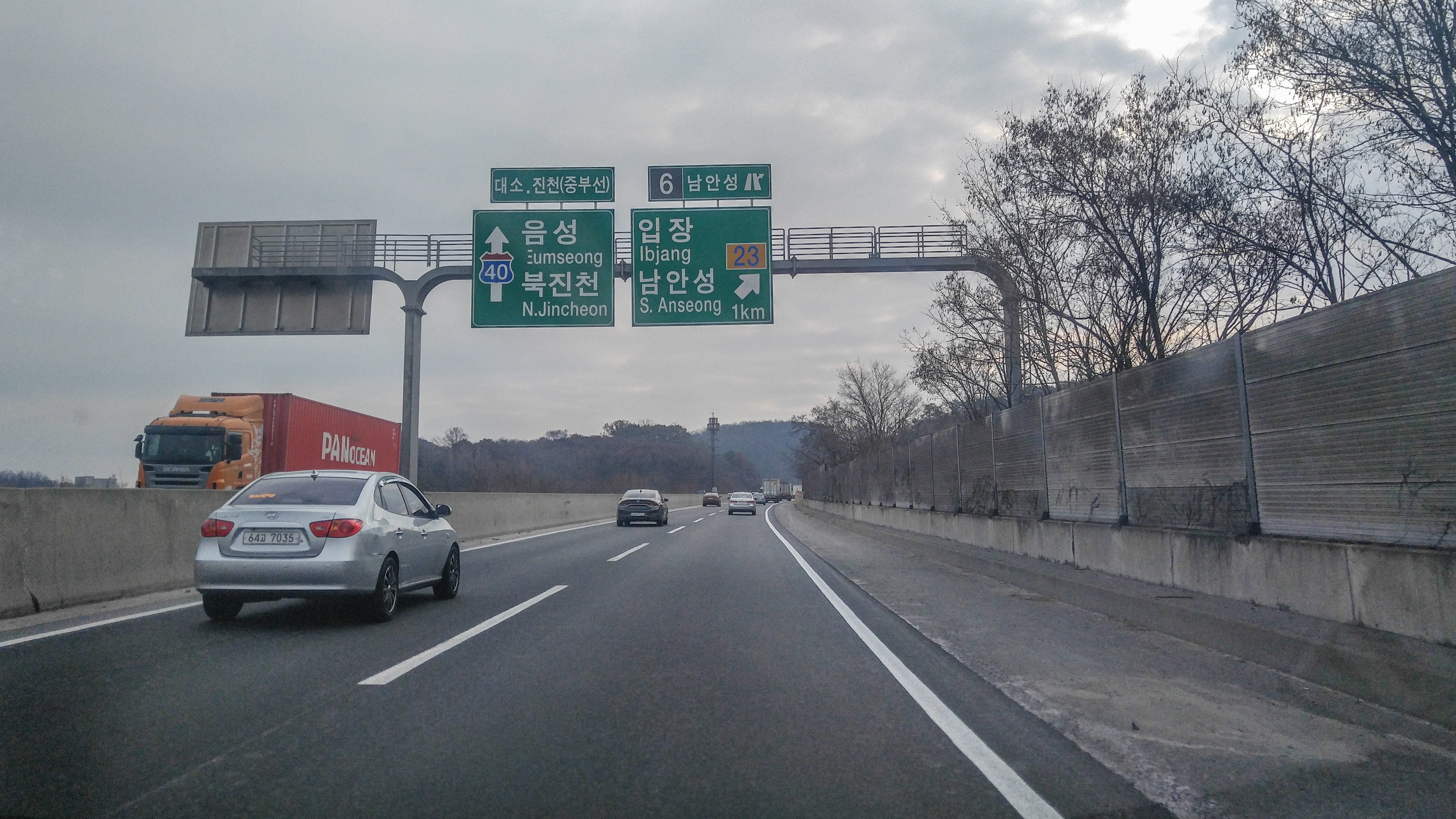
1km 표지판 (제천 방면)
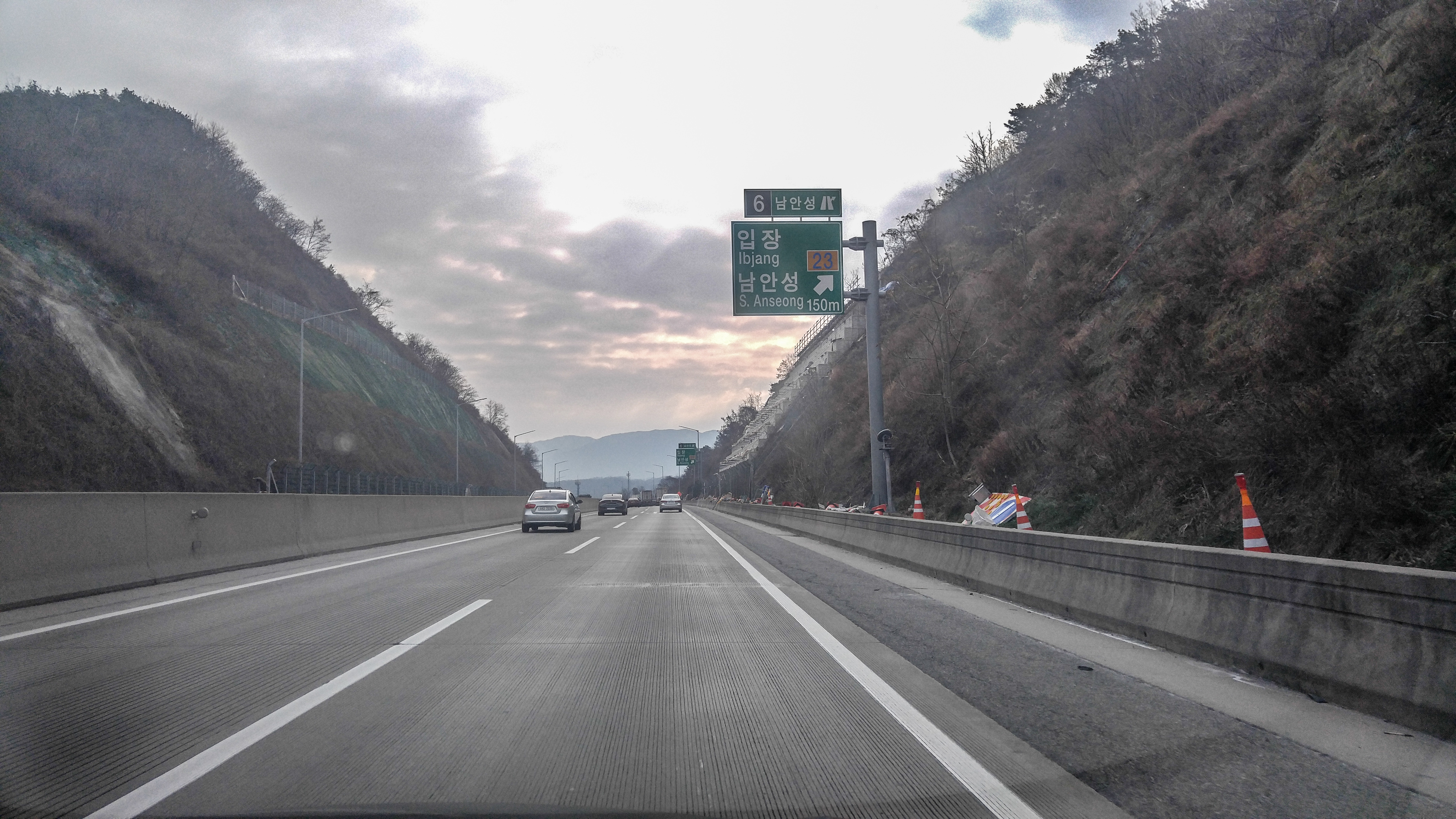
150m 표지판 (제천 방면)
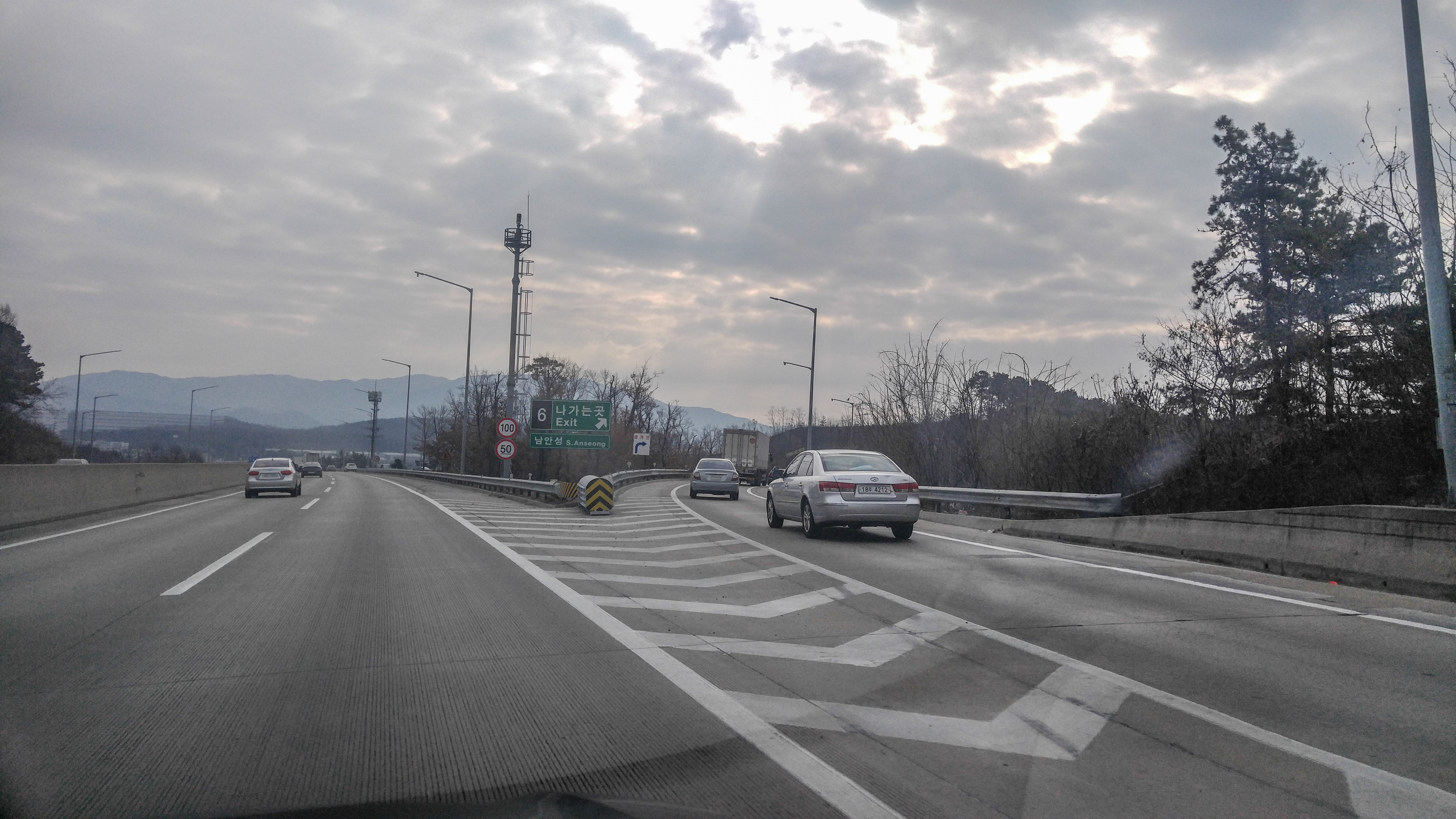
출구 (제천 방면)